# إيان ثورب
ايان جيمس ثورب (بالإنجليزية: Ian Thorpe)، من مواليد 13 أكتوبر 1982، سباح أولمبي أسترالي سابق، وقد فاز بخمسة ميداليات ذهبية أولمبية، وهو أكثر رياضي أسترالي يفوز بالميداليات، وفي عام 2001 أصبح هو أول شخص يفوز بستة ميداليات في بطولة العالم، وبالمجموع فاز ثورب بإحدى عشر ميدالية في بطولة العالم، وهو أعلى رقم لأي سباح آخر.
و في عمر 14 سنة، أصبح أصغر سباح يشارك في أستراليا، وبعد بضعة أشهر، فاز بلقب 400 متر للسباحة الحرة، في كأس العالم للسباحة في بيرث، ليصبح بذلك أصغر رجل يفوز ببطولة العالم، وبعد هذا الإنجاز، أصبح ثورب متخصص في الأربعمائة متر، ففاز في كل سباق في الألعاب الأولمبية وألعاب الكومنولث وألعاب البحر الباسيفيك، حتى عام 2004، وقد حطم 13 رقم قياسي عالمي.
و بعد ألعاب أثينا الأولمبية، أخذ ايان ثورب سنة كاملة بعيدا عن السباحة، وعاد إلى السباحة في ألعاب الكومنولث في ميلبورن في عام 2006، ولكنه أصيب بأحد الأمراض، وفي 21 نوفمبر 2006 أعلن اعتزاله السباحة وهو في عمر 24 سنة.

## مسيرته داخل أستراليا
و في عام 1996 تنافس ايان على مستوى أستراليا، حيث شارك في بطولة أستراليا لعمره في بريزبان، وقد فاز بخمس ذهبيات وفضيتين وبرونزيتين، وقد تأهل إلى التصفيات الأسترالية المؤهلة إلى الألعاب الأولمبية الصيفية في عام 1996 في أتالانتا، وقد كان ثورب يعلم أنه لن يتأهل إلى الأولمبياد لأنه يبلغ من العمر 13 سنة وستة أشهر فقط.
و قد شارك ثورب في التصفيات، وحصل على المركز الثالث والعشرين في سباق 400 متر والمركز السادس والثلاثين في سباق 200 متر، وفي نهاية السنة أصبح طول ثورب 190 سم.
و في عام 1997 شارك ثورب في بطولة أستراليا لكي يتم أختياره إلى المنتخب المشارك في ألعاب البحر الباسيفيكي في فوكوكا باليابان، وقد فاز ثورب في الميدالية البرونزية في سباق 400 متر.
و بعمر 14 سنة وخمسة أشهر، أصبح ثورب أصغر سباح أسترالي ينضم إلى المنتخب الأسترالي، محطما رقم جون كوناردس بفارق شهر.

## الاعتزال
أعتزل أيان ثورب في عام 2007 بعد أن قرر كما يقول، أن يتوقف عن ممارسة شيء لم يعد يستمتع به. ظهر مرة أخرى في نفس العام بعد أن شاعت أقاويل عن تناوله المنشطات فترة لعبه، لكنه نفاها بشدة.
أعلن إيان ثورب في يوليو 2014 مثليته الجنسية.

## روابط خارجية
- إيان ثورب على موقع الاتحاد الدولي للسباحة (الإنجليزية)
- إيان ثورب على موقع SwimRankings.net (الإنجليزية)
- إيان ثورب على موقع قاعة مشاهير السباحة العالمية (الإنجليزية)
- إيان ثورب على موقع اللجنة الأولمبية الدولية (الإنجليزية)
- إيان ثورب على موقع أوليمبيديا (الإنجليزية)
- إيان ثورب على موقع اللجنة الأولمبية الأسترالية (الإنجليزية)
- إيان ثورب على موقع اللجنة الأولمبية الصينية (الإنجليزية)
- إيان ثورب على موقع اتحاد ألعاب الكومنولث (مؤرشف) (الإنجليزية)
- إيان ثورب على موقع قاعة أستراليا للمشاهير الرياضية (الإنجليزية)
- إيان ثورب على موقع IMDb (الإنجليزية)
- إيان ثورب على موقع الموسوعة البريطانية (الإنجليزية)
- إيان ثورب على موقع إن إن دي بي (الإنجليزية)
- إيان ثورب على موقع قاعدة بيانات الفيلم (الإنجليزية)